# Victorien Djedje
Victorien Bolou Djedje (* 25. října 1983 Abidžan) je fotbalový útočník z Pobřeží slonoviny, který naposledy působil v týmu TJ Krupka.

## Klubová kariéra
Victorien Djedje začal svou kariéru v týmu Issia Wazi, s kterým vyhrál v roce 2006 Pohár Pobřeží slonoviny. V lednu 2008 přestoupil do norského celku FK Haugesund, kde mu v roce 2010 skončila smlouva. Poté se odstěhoval do Francie a s aktivním fotbalem dočasně skončil. V létě 2014 se k aktivnímu fotbalu po téměř 4 letech vrátil a to v dresu českého divizního celku TJ Krupka. Po půl roce však tým opustil a s tím znovu i aktivní fotbal.[zdroj?]

### Statistiky
| Klub   | Sezóna       | Patro        | Liga | Liga | Pohár | Pohár | Celkem | Celkem |
| Klub   | Sezóna       | Patro        | Záp. | Góly | Záp.  | Góly  | Záp.   | Góly   |
| ------ | ------------ | ------------ | ---- | ---- | ----- | ----- | ------ | ------ |
| 2008   | FK Haugesund | Adeccoligaen | 23   | 6    | 1     | 1     | 24     | 7      |
| 2009   | FK Haugesund | Adeccoligaen | 15   | 2    | 1     | 0     | 16     | 2      |
| 2010   | FK Haugesund | Tippeligaen  | 0    | 0    | 1     | 1     | 1      | 1      |
| Celkem | Celkem       | Celkem       | 38   | 8    | 3     | 2     | 41     | 10     |

## Reprezentační kariéra
Za Pobřeží slonoviny nastoupil na turnaji UEMOA 2007 a pomohl tak svému týmu na turnaji zvítězit.